# Paul Campbell
Paul Campbell (Vancouver, 22 giugno 1970) è un attore canadese.

## Filmografia

### Cinema
- Un lungo weekend (The Long Weekend), regia di Pat Holden (2005)
- The house of the deads 2: contagio finale (Severed), regia di Carl Bessai (2005)
- Il re del supermarket (Bagboy), regia di Mort Nathan (2007)
- 88 minuti, regia di Jon Avnet (2007)
- La partita dell'amore (Play the Game), regia di Marc Fienberg (2009)
- Un anno da leoni (The Big Year), regia di David Frankel (2011)
- Preggoland, regia di Jacob Tierney (2014)
- Dirty Singles, regia di Alex Pugsley (2014)

### Televisione
- Ci incontreremo ancora (We'll Meet Again), regia di Michael Storey - film TV (2002)
- La zona morta - serie TV, episodio 1x13 (2002)
- John Doe - serie TV, episodio 1x16 (2003)
- Black Sash - serie TV, episodio 1x03 (2003)
- Andromeda - serie TV, episodi 3x16-3x22 (2003)
- Peacemakers - serie TV, episodio 1x03 (2003)
- Battlestar Galactica - serie TV, 25 episodi (2004-2006)
- Nobody's Watching, regia di Gail Mancuso - film TV (2006)
- Knight Rider - serie TV, 18 episodi (2008-2009)
- Bond of Silence, regia di Peter Werner - film TV (2010)
- Almost Heroes - serie TV, 8 episodi (2011)
- Killer Mountain, regia di Sheldon Wilson - film TV (2011)
- Supernatural - serie TV, episodio 8x09 (2012)
- La vetrina delle meraviglie (Window Wonderland), regia di Michael M. Scott - film TV (2013)
- Emily Owens M.D. - serie TV, episodi 1x09-1x10 (2013)
- Motive - serie TV, episodio 2x08 (2014)
- Sorpresi dall'amore (Surprised by Love), regia di Robert Iscove - film TV (2015)
- Spun Out - serie TV, 26 episodi (2014-2015)
- Un Natale da favola (Once Upon a Holiday), regia di James Head - film TV (2015)
- Sole, cuore & amore (Sun, Sand & Romance), regia di Mark Rosman - film TV (2017)
- Man Seeking Woman - serie TV, episodio 3x05 (2017)
- Un Natale con amore (A Godwink Christmas), regia di Michael Robison - film TV (2018)
- Take Two - serie TV, episodio 1x08 (2018)
- The Girl in the Bathtub, regia di Karen Moncrieff - film TV (2018)
- La damigella perfetta (The Last Bridesmaid), regia di Mark Jean - film TV (2019)
- Holiday Hearts, regia di Allan Harmon - film TV (2019)
- Wedding Every Weekend, regia di Kevin Fair - film TV (2020)
- Natale allo Starlight (Christmas by Starlight), regia di Gary Yates - film TV (2020)
- Turner e il casinaro - La serie (Turner & Hooch) - serie TV, 6 episodi (2021)
- The Santa Stakeout, regia di Peter Benson - film TV (2021)
- Nove cuccioli sotto l'albero (The Nine Kittens of Christmas), regia di David Winning - film TV (2021)
- Dating the Delaneys, regia di Allan Harmon - film TV (2022)
- Three Wise Men and a Baby, regia di Terry Ingram - film TV (2022)

## Doppiatori italiani
Nelle versioni in italiano delle opere in cui ha recitato, Paul Campbell è stato doppiato da:
- Andrea Mete in Natale allo Starlight
- Davide Albano in La vetrina delle meraviglie
- Gianfranco Miranda in Motive
- Andrea Moretti ne La damigella perfetta
- Fabrizio Manfredi in Knight Rider
- Francesco Bulckaen in Battlestar Galactica